# 中村誠一 (ミュージシャン)
中村 誠一（なかむら せいいち、1947年3月17日 - ）は、日本のジャズ・テナー・サクソフォーン演奏者。洗足学園音楽大学音楽学部音楽学科器楽専攻ジャズコース教授を務める。ジャズ歌手として活動中の紗理（1985年生まれ）は娘。

## 経歴
東京都出身。日本大学櫻丘高等学校在学中に吹奏楽部に所属、2学年上のクラリネット奏者・花岡詠二によってスウィング・ジャズの洗礼を受ける。1969年、国立音楽大学サックス科卒業。クラリネットを大橋幸夫、サクソフォーンを石渡悠史に師事。
大学在学中から山下洋輔と共に演奏、1969年から1972年まで第1期山下洋輔トリオで活動。トリオ脱退後はゲス・マイ・ファインズでの活動を経て、1978年に渡米し、ジョージ・コールマンに師事。中村照夫とライジングサンでの活動を経て、1980年に日本へ帰国。1981年から1989年まで日本テレビ系列の『今夜は最高!』に出演した。2001年から吉岡秀晃と共にバンド・BoNoBo Landで活動した。

## その他
1970年代から筒井康隆、赤塚不二夫、タモリ、平岡正明、唐十郎といった文化人たちと交遊を結ぶ。ハナモゲラの起源は、1972年に中村がこれらの友人たちとの遊びの中で思いついた芸「初めて日本語を聞いた外国人の耳に聞こえる日本語の物真似」にあると言われており、ハナモゲラの手法によって実験的短篇小説『幻の戦士 鈴唐毛の馬慣れ』を書いたことがある。他に、古典落語の名場面を脈絡なくつなぎ合わせ早口で演じる「フリー落語」といった特異な芸の持ち主としても知られた。

## ディスコグラフィ
- ファースト・コンタクト（キング、1973年）
- アドヴェンチャー・イン・マイ・ドリーム（TBM、1975年）
- ふれんちダンサーズ（東芝EMI、1980年）

## 著書
- サックス吹き男爵の冒険（晶文社、1982年）
- サックス吹きに語らせろ!（新潮社、1986年）
- 中村誠一のjazz sax ジャズ・サックス・レッスン（ドレミ楽譜出版社、2000年）